# Яків Мороз
Яків Мороз (*д/н —після 1697) — український політичний та військовий діяч, кошовий отаман Запорізького війська у 1696–1697 роках, учасник Другого азовського походу.

## Життєпис
Про дату і місце народження немає відомостей. За деякими даними уславився як хоробрий і вдалий військовий керманич, активний ворог османів та кримських татар. У 1696 році обирається кошовим отаманом, змінивши на цій посаді Івана Гусака.
Тоді ж за дорученням гетьмана Івана Мазепи, перед тим отримавши 1000 карбованців на будівництво чайок і значні запаси харчів, 30 червня Яків Мороз пішов з 1740 козаками на 40 чайках вниз по Дніпру. Невдовзі козаки помітили турецький конвой. Вони погналися за турками і взяли на абордаж 3 судна. При цьому, окрім значних трофеїв, було захоплене важливе листування — 5 листів великого візира Елмаса Мехмед-паші до кримського хана Селіма I Ґерая. На зворотньому шляху в районі Очакова козаки зустріли загін турецьких гребних суден. Козакам на чолі із Морозом вдалося з боєм прорватися в Дніпро, але турки продовжували їх переслідувати. Тоді Мороз наказав пристати біля Стерлиці. Усі судна і важкі речі були втоплені, а козаки і 27 полонених турків суходолом дісталися до Січі. Цими діями відвернув на себе значні сили турецького флоту і кримського хана. Це значно полегшило штурм Азову, який було захоплено 29 липня того ж року.
Навесні 1697 року Мороз на дяку від гетьмана Мазепи отримав 20 чеських талерів. На прохання гетьмана та московського царя Петра I, кошовий отман відправив майстрів Василя Богуша, Мартина Романовича і Авдія для організації корабельні у Брянську. Під їхнім керівництвом до грудня було споруджено 70 морських суден і 600 річкових. Про подальшу долю нічого невідомо.